# Cour d’honneur

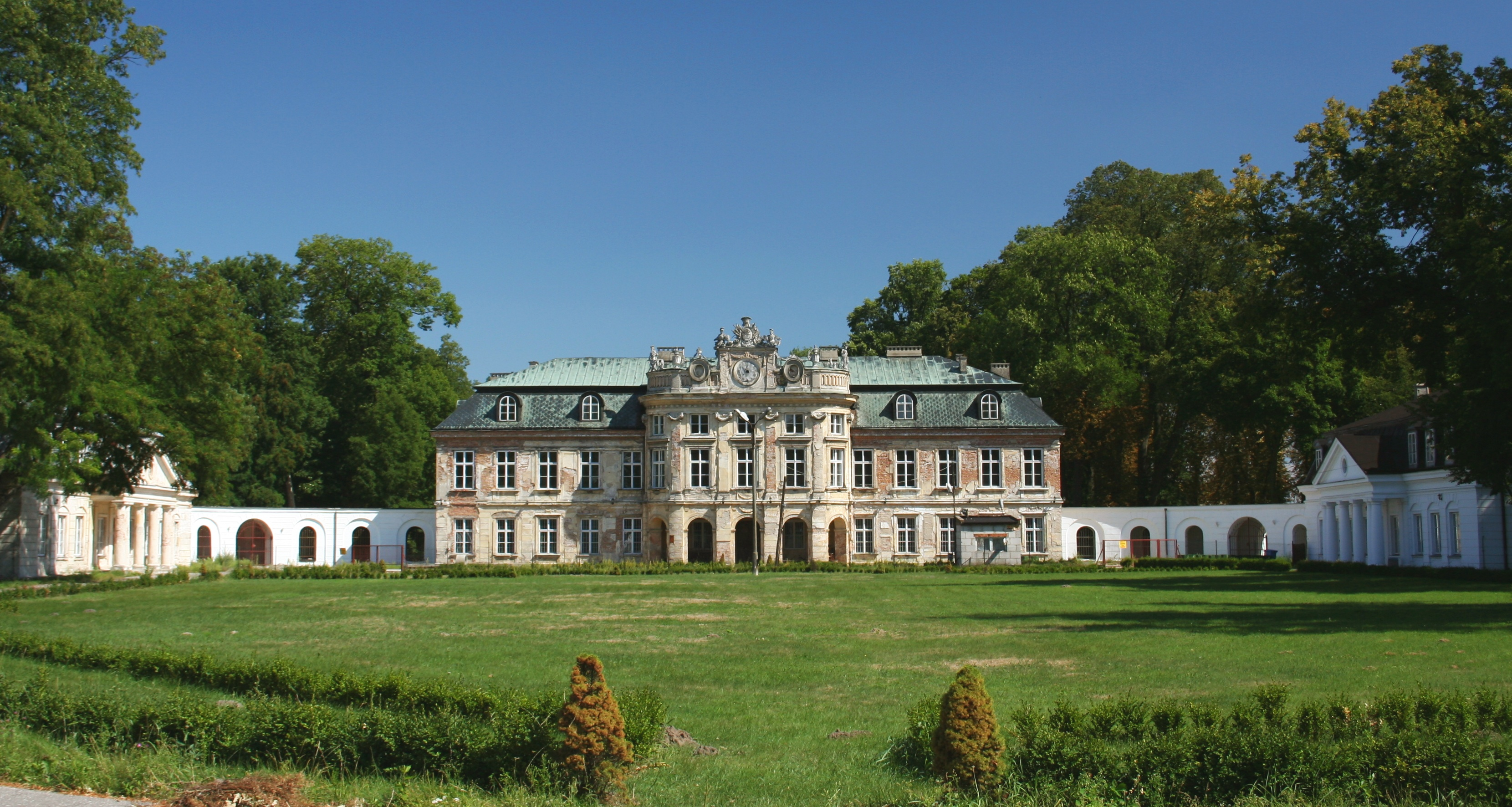
Dziedziniec honorowy pałacu w Szczekocinanch – z boku pałacu dwie oficyny połączone z pałacem galeriami

Cour d’honneur (fr. ; tłum. „dziedziniec honorowy”) – reprezentacyjny dziedziniec przed pałacem lub zamożnym budynkiem mieszkalnym we Francji, zwykle poprzedzony avant-courem. Forma upowszechniła się w okresie renesansu.